# Dichaetomyia dubia
Dichaetomyia dubia är en tvåvingeart som beskrevs av Malloch 1925. Dichaetomyia dubia ingår i släktet Dichaetomyia och familjen husflugor. Inga underarter finns listade i Catalogue of Life.